# Cục Chính trị, Tổng cục Kỹ thuật Quân đội nhân dân Việt Nam
Cục Chính trị trực thuộc Tổng cục Kỹ thuật thành lập ngày 10 tháng 9 năm 1974 là cơ quan tham mưu công tác đảng, công tác chính trị của Tổng cục Kỹ thuật, đặt dưới sự lãnh đạo toàn diện của Đảng ủy Tổng cục Kỹ thuật, trực tiếp là sự lãnh đạo của Đảng ủy Cục Chính trị và chỉ huy, quản lý toàn diện của Chủ nhiệm Tổng cục Kỹ thuật nhằm thực hiện nhiệm vụ chiến đấu và sẵn sàng chiến đấu.

## Chức năng
Cục Chính trị thuộc Tổng cục Kỹ thuật có chức năng tham mưu cho Đảng ủy và Chủ nhiệm Tổng cục Kỹ thuật về công tác đảng công tác chính trị trong Tổng cục Kỹ thuật.

## Lãnh đạo hiện nay
- Cục trưởngː Thiếu tướng Nguyễn Văn Mỹ

## Tổ chức Đảng
Từ năm 2006 thực hiện chế độ Chính ủy, Chính trị viên trong Quân đội. Tổ chức Đảng bộ của Cục Chính trị như sau:
- Đảng bộ Tổng cục Kỹ thuật là cao nhất.
- Đảng bộ Cục Chính trị thuộc Đảng bộ Tổng cục Kỹ thuật
- Đảng bộ các đơn vị trực thuộc Cục Chính trị (tương đương cấp Tiểu đoàn và Trung đoàn)
- Chi bộ các cơ quan đơn vị trực thuộc các đơn vị cơ sở (tương đương cấp Đại đội)

Ban Thường vụ của Cục Chính trị gồmː
- Bí thư Đảng ủy Cục Chính trịː Phó Cục trưởng Cục Chính trị đảm nhiệm
- Phó Bí thư Đảng ủy Cục Chính trịː Cục trưởng Cục Chính trị đảm nhiệm.
- Ủy viên Thường vụ Cục Chính trịː Thường là các Phó Cục trưởng Cục Chính trị còn lại.

## Tổ chức chính quyền
- Phòng Cán bộ
- Phòng Tuyên huấn
- Phòng Tổ chức
- Phòng Bảo vệ An ninh
- Phòng Dân vận
- Phòng Chính sách
- Ban Kế hoạch - Tổng hợp
- Ban Tài chính
- Ban Thanh niên
- Ban Phụ nữ
- Ban Công đoàn
- Bảo tàng Vũ khí
- Xưởng In

## Hệ thống cơ quan Chính trị trong Quân đội
- Tổng cục Chính trị thuộc Bộ Quốc phòng
- Cục Chính trị thuộc Bộ Tổng Tham mưu, Tổng cục Chính trị các Quân khu, Quân chủng, Tổng cục, Bộ đội Biên phòng, Cảnh sát biển, Học viện Quốc phòng, Bộ Tư lệnh Thủ đô Hà Nội, Quân đoàn, Binh chủng và tương đương.
- Phòng Chính trị thuộc các Sư đoàn, Lữ đoàn, Vùng Cảnh sát biển, Bộ CHQS tỉnh, thành phố trực thuộc TW, Bộ CHBP tỉnh, thành phố trực thuộc TW và tương đương.
- Ban Chính trị thuộc các Trung đoàn, Ban chỉ huy quân sự quận, huyện, thị xã và tương đương.

## Cục trưởng qua các thời kỳ
| TT | Họ tên Năm sinh-năm mất  | Thời gian đảm nhiệm | Cấp bậc tại nhiệm                     | Chức vụ cuối cùng                          | Ghi chú                                         |
| -- | ------------------------ | ------------------- | ------------------------------------- | ------------------------------------------ | ----------------------------------------------- |
| 1  | Trần Đăng Thạch          | 1974-1978           | Đại tá                                |                                            |                                                 |
| 2  | Nguyễn Ly Sơn            | 1978-1985           | Đại tá                                |                                            | Nguyên Chính ủy Trường Sĩ quan Phòng không      |
| 3  | Nguyễn Ích               | 1985-1990           | Đại tá                                |                                            |                                                 |
| 4  | Đoàn Văn Đắc             | 1990-1993           | Đại tá                                |                                            |                                                 |
| 5  | Hoàng Anh Tuấn (1944-)   | 1993-1996           | Thiếu tướng (1998)                    | Phó Chủ nhiệm về Chính trị TCKT(1996-2004) |                                                 |
| 6  | Lê Quang Mưu             | 1996-2001           | Đại tá                                |                                            |                                                 |
| 7  | Lê Văn Lai (1947-)       | 2001-2004           | Đại tá                                |                                            |                                                 |
| 8  | Thái Xuân Dương (1953-)  | 2004-2011           | Thiếu tướng (2009)                    | Phó Chính ủy Tổng cục Kỹ thuật (2011-2013) |                                                 |
| 9  | Nguyễn Hữu Chính (1959-) | 2011-2013           | Thiếu tướng (2013) Trung tướng (2017) | Chính ủy Tổng cục Kỹ thuật (2015-2019)     | Phó Chính ủy Tổng cục Kỹ thuật (2013-2015)      |
| 10 | Phạm Văn Lập (1959-)     | 2013-2015           | Thiếu tướng (2014)                    | Phó Chính ủy Tổng cục Kỹ thuật (2015-2019) |                                                 |
| 11 | Trần Duy Hưng (1964-)    | 2015-2017           | Thiếu tướng (2016)                    | Chính ủy Tổng cục Kỹ thuật (2019-nay)      |                                                 |
| 12 | Nguyễn Văn Bình (1963-)  | 2017-2019           | Thiếu tướng (2019)                    | Phó Chính ủy Tổng cục Kỹ thuật (2019-nay)  |                                                 |
| 13 | Nguyễn Văn Mỹ (1965-)    | 2019-nay            | Thiếu tướng (2019)                    |                                            | Nguyên Chính uỷ Cục Quân khí,Tổng cục Kỹ thuật. |

## Phó Cục trưởng qua các thời kỳ
- 1974-1978, Nguyễn Tôn Xương, Đại tá
- 1976-1987, Hoàng Lương, Đại tá
- 1976-1979, Phạm Sĩ Đôn, Đại tá
- 1980-1987, Hà Huy Đức, Đại tá
- 1991-1987, Lê Ngọc Tuấn, Đại tá
- 1984-1987, Nguyễn Ích, Đại tá, sau làm Cục trưởng Cục Chính trị
- 1985-1987, Nguyễn Văn Thanh, Đại tá
- 1989-1997, Lê Quang Mưu, Đại tá, sau làm Cục trưởng Cục Chính trị
- 1997-2002, Lê Văn Lai, Đại tá, sau làm Cục trưởng Cục Chính trị
- 2002-2003, Trần Tiến Tập, Thượng tá
- 2002-2007, Nguyễn Xuân Sản, Đại tá
- 2004-2011, Bùi Văn Tuất, Đại tá, sau làm Chính ủy Cục Kỹ thuật Binh chủng
- 2007-2012, Trương Công Lượng, Đại tá
- 2011-2014, Phạm Tiến Ích, Đại tá
- 2012-2015, Nguyễn Văn Bình, Đại tá, sau Thiếu tướng, Chính ủy Cục Xe-Máy, Cục trưởng Cục Chính trị
- 2015-2020, Nguyễn Ngọc Sơn, Đại tá
- 2014-2021, Nguyễn Tiến Dũng, Đại tá